# XMOS
XMOS — британская бесфабричная компания, занимающаяся разработкой многопоточных многоядерных процессоров, предназначенных для решения нескольких задач в режиме реального времени.

## Компания
XMOS занимается разработкой полупроводниковых приборов с 2005 года. Компанию основали: Али Диксон (Ali Dixon), Джеймс Фостер (James Foster), Ноэль Харли (Noel Hurley), Дэвид Мэй (David May) и Хитеш Мехта (Hitesh Mehta). Штаб-квартира располагается в Бристоле, дополнительные офисы в США, Индии.

## Процессоры
В компании XMOS разработали новое поколение 32-разрядных, многоядерных, многопоточных встраиваемых процессоров с возможностью легкого масштабирования через межпроцессорную шину, предназначенных для выполнения нескольких задач в реальном времени, цифровую обработку сигналов, управление различными процессами одновременно. Их отличает событийная модель управления процессами, плотность команд RISC-архитектуры, вычислительные возможности DSP и гибкость периферии FPGA. Многопоточная архитектура XMOS обеспечивает параллельное выполнение 8 задач одним ядром в реальном масштабе времени, при этом каждый поток выполняется не реже, чем раз в 11 нс.
Процессоры выполняются в выводных и безвыводных корпусах с количеством ядер 1, 2 и 4. Кроме того, недавно появилась новая линейка продукции: в кристалле реализован независимый генератор 12-битный АЦП, физический уровень USB 2.0 High Speed, что позволяет подключать к процессорам XS1-S USB-периферию на частоте 400 МГц без дополнительных микросхем. К процессорам прилагаются готовые примеры решений и стартовые комплекты.
Отдельная особенность XMOS — возможность объединения нескольких процессоров благодаря межпроцессорной связи XLink, обеспечивающей связь с быстродействием более 1 гигабита в секунду (gbps) при решении одной сложной задачи на нескольких ядрах.

## Программное обеспечение
Разработка программного обеспечения осуществляется с помощью среды разработки XDE (на основе платформы Eclipse), которая имеет универсальный набор возможностей: инструменты для симуляции и отладки программы, логический анализатор, приложение xScope, утилиты для работы с платами, возможность работы с помощью командной строки  или с помощью графического интерфейса. Есть версии для ОС Linux, Windows, и Mac OS.
Свободный доступ на имеющиеся библиотеки модулей, программы готовых решений и стартовых комплектов, проекты других пользователей. Актуальные версии находятся на хостинге GitHub и рекомендуются к использованию при разработке.
Разработка программы осуществляется на языках С, C++ или XC. ХС является версией языка С, разработанной XMOS. В нём используется тот же самый синтаксис и большая часть типов данных. ХС, в отличие от языка С, обеспечивает удобную работу с параллелизмом, взаимосвязью, синхронизацией и портами, а также поддерживает событийно-управляемое программирование, в том числе через каналы.